# Tandon

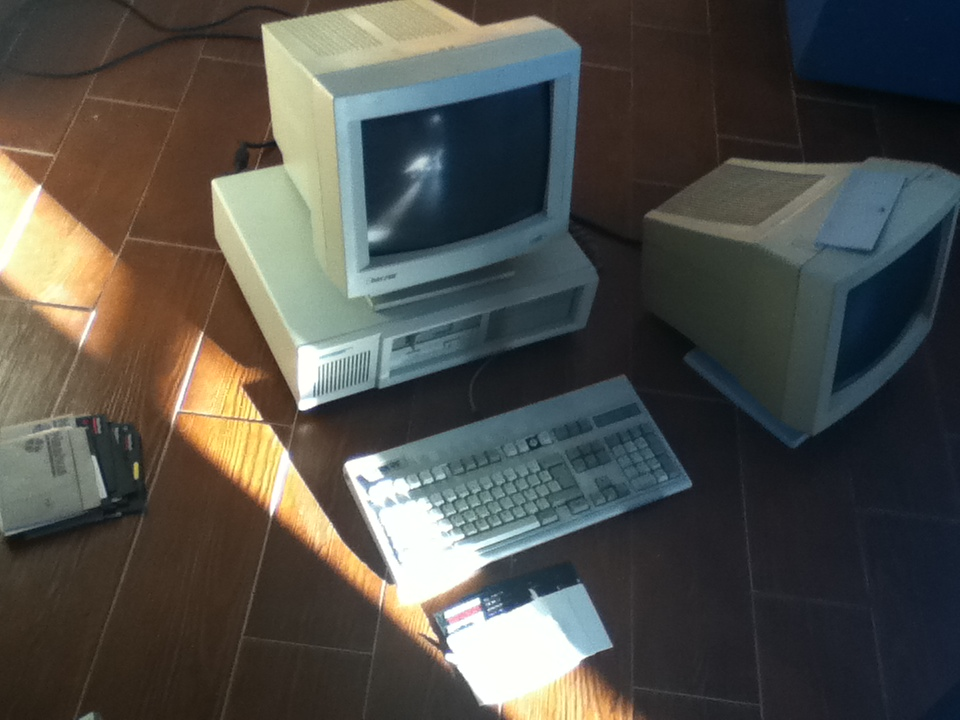
Visione del Tandon PCX, un IBM compatibile. In primo piano i dischetti dell'MS-DOS, sulla destra il monitor originale della macchina.

Tandon Corporation è stata un'azienda produttrice di dischi rigidi e personal computer che ha operato dalla seconda metà degli anni settanta agli inizi degli anni novanta. La società è fallita nel 1993.

## Storia
Fondata da Sirjang Lal Tandon nel 1976 per commercializzare i floppy disk a doppio strato inventati dallo stesso Tandon,, Tandon ben presto commercializzò anche dischi rigidi, inizialmente utilizzati da Commodore e Victor.
Nel 1985 Chuck Peddle, uno degli inventori del microprocessore MOS Technology 6502, passò a lavorare in Tandon. Nello stesso anno Tandon entrò nel mercato dei personal computer producendo degli IBM compatibili venduti inizialmente da Tandy Corporation come Tandy 1200 e poi, nel 1986, direttamente da Tandon stessa come Tandon PCX.
Nonostante un fatturato di 280 milioni di dollari registrato nel 1987, Tandon decise di vendere nel 1988 il proprio reparto dischi rigidi a Western Digital per 49 milioni di dollari, concentrandosi sulla sola produzione di computer.
Nel 1991 registrò un fatturato di 400 milioni di dollari ma, nonostante questo notevole traguardo, la situazione economica lentamente peggiorò tanto che nel 1993 la società fu costretta a dichiarare bancarotta.
Successivamente (1994) Sirjang Tandon fondò la JT Storage, orientata anch'essa alla produzione di dischi rigidi.